# Одоевский, Юрий Михайлович
Ю́рий Миха́йлович Одо́евский (ум. 6 декабря 1682) — князь, боярин, наместник и воевода из рода Одоевских, единственный сын стольника Михаила Никитича Одоевского и внук ближнего боярина Никиты Ивановича Одоевского.

## Биография
Исходя из дат рождения его отца и сына, а также первого упоминания, мог родиться в 1640-е годы. Впервые упоминается в 1660 году, когда он в чине стольника участвовал в торжественном обеде при царском дворе, по случаю приёма грузинского царевича Николая Давыдовича. В 1661 году с матерью своею, княгиней Марией Ивановной купил пустошь Захарову в Московском уезде. В 1668 году пожалован в комнатные стольники, был очень близок к царю Алексею Михайловичу и почти всё время проводил при царской особе. В числе поезжан участвовал на свадьбе государя 22 января 1671 года. Назначен судьёй в Судно-Владимирский приказ (1673—1674). В марте 1674 года в чине наместника рязанского, сопровождал своего деда, князя Никиту Ивановичу Одоевского, на мирные переговоры с польско-литовскими комиссарами в Андрусово.
8 июля 1676 года после смерти царя Алексея Михайловича и вступления на царский престол его сына Фёдора Алексеевича, князь Юрий Михайлович получил боярство. В 1678—1680 годах первый воевода в Новгороде.
В 1682 году участвовал в Земском соборе в Москве, где было принято решение об отмене местничества и подписался 19-м боярином по порядку.
6 декабря 1685 года боярин князь Юрий Михайлович Одоевский скончался и похоронен в Троице-Сергиевой лавре. Один из приближённых Елизаветы Петровны, князь Иван Одоевский, приходился ему внуком.

## Семья
Жена: Анастасия Фёдоровна урождённая княжна Хворостинина, дочь князя Фёдора Юрьевича и княгини Елены Борисовны Хворостининых, которые дали в приданое большое количество деревень в Переславль-Залесском уезде. Приглашалась к обеденному столу царицы 1 и 8 октября 1674 года, где названа «Авдотьей» Фёдоровной. Умерла 15 апреля 1707 года и похоронена в Троице-Сергиевой лавре.
Дети:
- Мария — старшая из всех детей
- Михаил (ум. 1743) — гвардии подполковник, командующий дивизией
- Михаил Меньшой
- Юрий (род. 1672) — комнатный стольник, генерал-адъютант. С 13 февраля 1685 года был женат на Ирине Васильевне (1671—1709), дочери боярина В. В. Голицына, а с 1712 года на Анне Григорьевне, дочери боярина Г. В. Годунова.
- Василий (1673—1752) — действительный статский советник
- Алексей (ум. до 1719) — стольник. С 1699 года был женат на Евдокии Ивановне (ум. после 1756), дочери стольника Ивана Григорьевича Белоглазова-Лыкова.
- Фёдор (ум. после 1686)
- Евдокия (Авдотья) (1675—1729) — жена князя Михаила Владимировича Долгорукова, погребена в Богоявленском монастыре